# Kōki Hirota
Kōki Hirota (廣田 弘毅?, Hirota Kōki; Fukuoka, 14 febbraio 1878 – Toshima, 23 dicembre 1948) è stato un politico e diplomatico giapponese.
Ha ricoperto l'incarico di Primo ministro del Giappone dal 9 marzo 1936 al 2 febbraio 1937.

## Biografia

### I primi anni
Hirota nacque a Kaji-machi dori (鍛冶町通り?), oggi compresa nel territorio della città di Fukuoka. Suo padre era uno scalpellino di nome Tokubei (徳平?), che venne adottato dalla famiglia Hirota e sposò Take (タケ?), figlia di un imprenditore in campo agroalimentare.

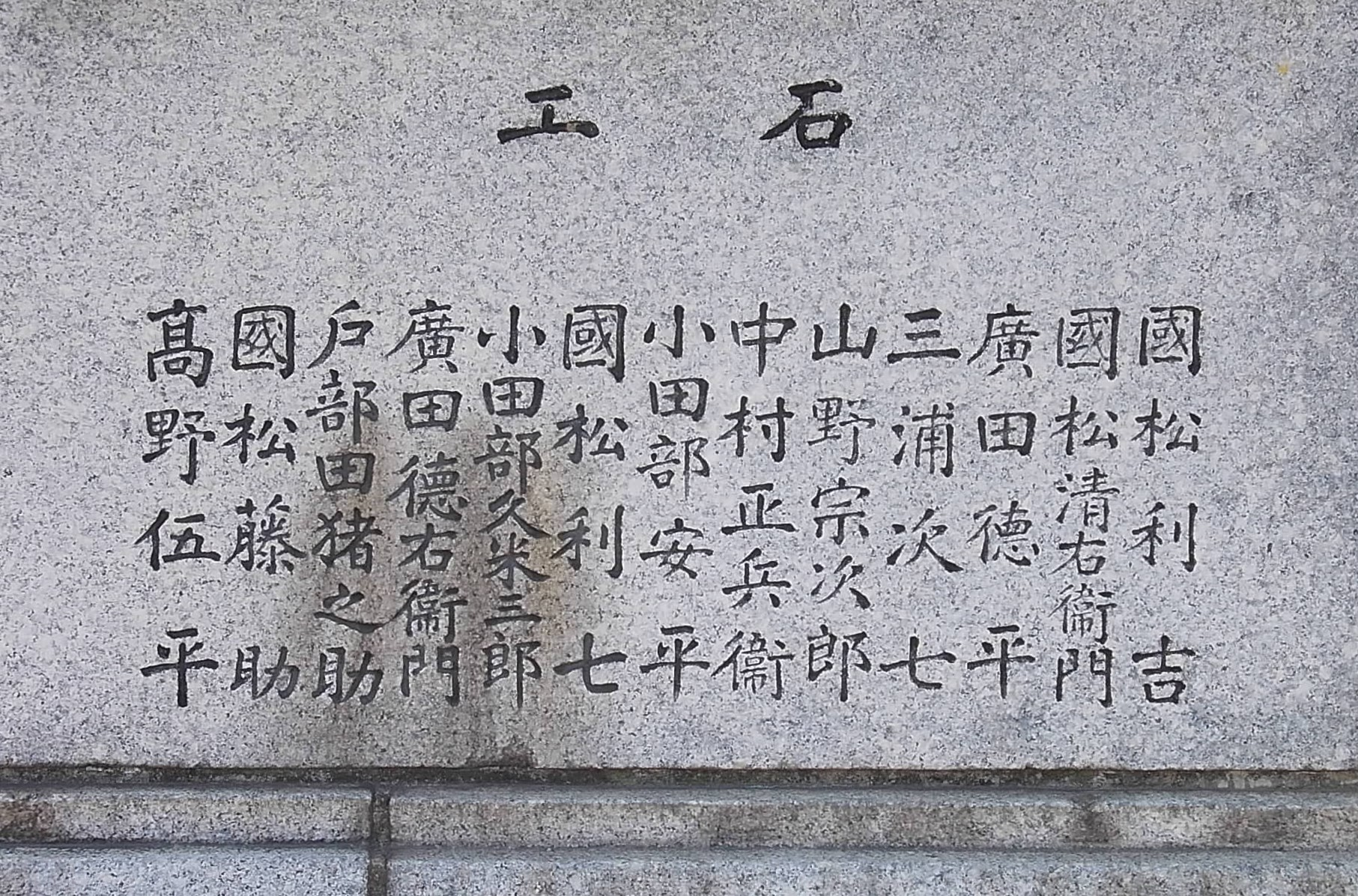

Il 14 febbraio 1878 alla coppia nacque il primo figlio, che sarebbe poi diventato Primo ministro e che avrebbe avuto in seguito altri tre tra fratelli e sorelle. Sulla lapide che commemora gli scalpellini che contribuirono alla costruzione della statua dell'Imperatore Kameyama nel parco Azuma a Fukuoka, è riportato anche il nome di Tokubei.
Dopo avere frequentato la scuola superiore della prefettura di Fukuoka Hirota proseguì i propri studi all'Università imperiale di Tokyo e si laureò in giurisprudenza. Tra i suoi compagni di corso c'era Shigeru Yoshida, che nel dopoguerra sarebbe diventato primo ministro del Giappone.

### Carriera diplomatica
Dopo la laurea Hirota fu assunto dal Ministero degli Affari Esteri e iniziò la carriera diplomatica prestando servizio presso numerose sedi estere. Nel 1923 divenne direttore del dipartimento del ministero che si occupava di Europa e America. Fu poi ambasciatore presso l'Unione Sovietica tra il 1928 e il 1932.
Nel 1933 divenne ministro degli affari esteri nel governo guidato da Saitō Makoto, appena prima dell'uscita del Giappone dalla Società delle Nazioni. Conservò questo incarico anche sotto il governo dell'ammiraglio Keisuke Okada.

### L'incarico di Primo ministro

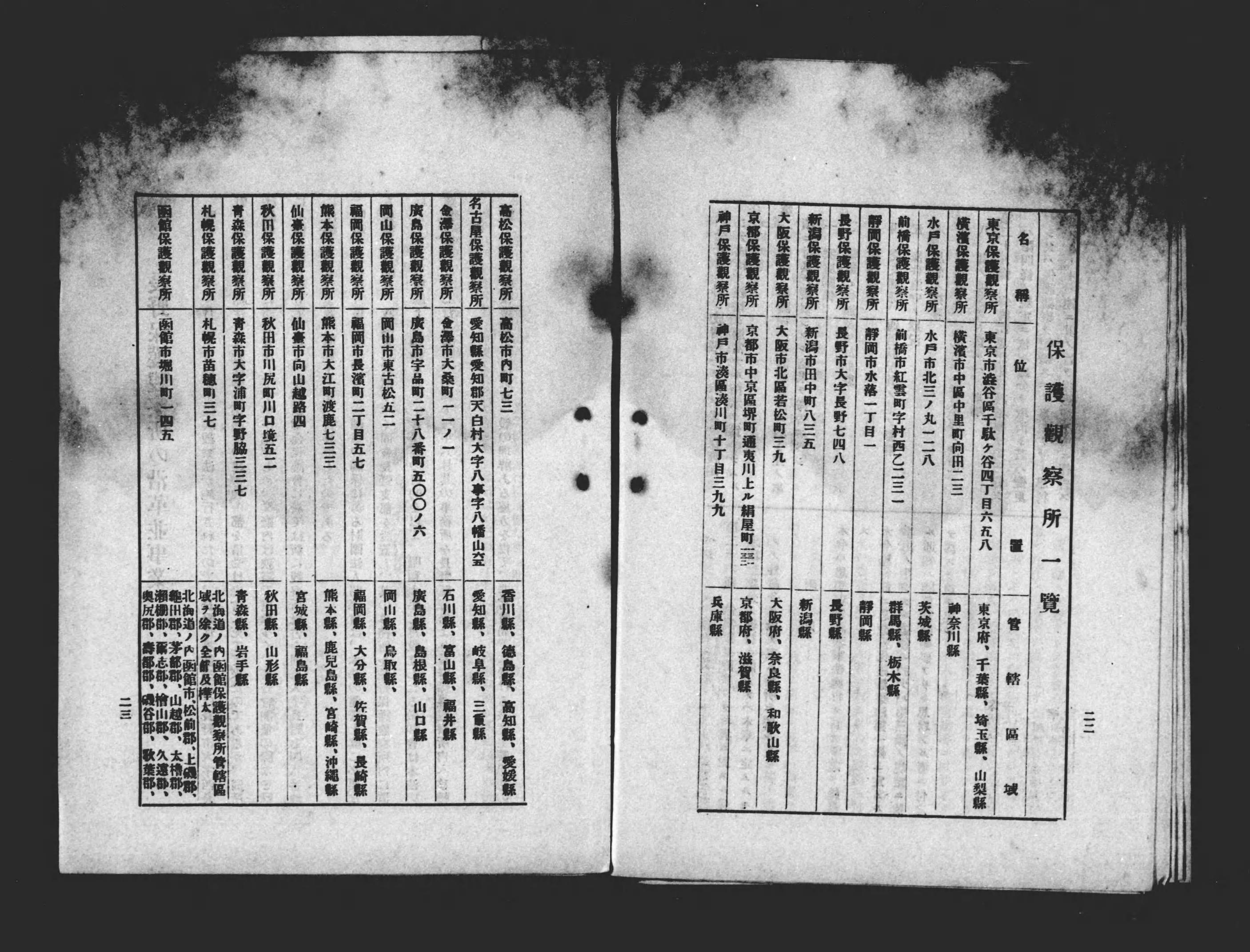
Programma di leggi sulla criminalità stilate dal primo ministro Hirota nel 1936.

Il 9 marzo 1936, anno nel quale la fazione più radicale delle forze armate giapponesi fu screditata a causa dell'incidente del 26 febbraio, Hirota venne eletto Primo ministro in sostituzione di Okada.
Oltre a una serie di provvedimenti interni rivolti ad alleviare le tensioni con i militari, durante il suo governo il Giappone aderì al Patto anticomintern (25 novembre 1936) insieme alla Germania nazista e all'Italia fascista, patto che preludeva al Patto tripartito del settembre 1940.
Il governo Hirota durò meno di un anno perché egli si dimise a causa del disaccordo con Hisaichi Terauchi, che rivestiva la carica di ministro della guerra. Come suo successore fu inizialmente designato Kazushige Ugaki, che però non riuscì a formare un governo a causa dell'opposizione dei vertici militari.
Il 2 febbraio 1937 infine Senjūrō Hayashi fu nominato primo ministro chiudendo il periodo di crisi di governo.

### Il secondo periodo della carriera diplomatica
Hirota fu nuovamente nominato ministro degli esteri sotto il governo del principe Fumimaro Konoe, che succedette ad Hayashi. Nel corso di questo suo secondo mandato Hirota si oppose con decisione all'aggressione giapponese contro la Cina, aggressione che collideva con il suo progetto di un'alleanza tra Giappone, Cina e Manciukuò in funzione anti-sovietica. Le sue ripetute critiche all'escalation della seconda guerra sino-giapponese irritarono i vertici militari tanto che Hirota fu costretto alle dimissioni nel 1938.
Nel 1945 Hirota fu nuovamente al servizio del governo in carica è guidò la delegazione che negoziava con l'Unione Sovietica, che in quel periodo era ancora vincolata dal patto di non aggressione con il Giappone. Egli cercò di persuadere Iosif Stalin a non entrare in guerra, ma i suoi sforzi non ebbero successo e l'Unione Sovietica dichiarò guerra al Giappone mentre venivano bombardate Hiroshima e Nagasaki.

### Gli ultimi anni

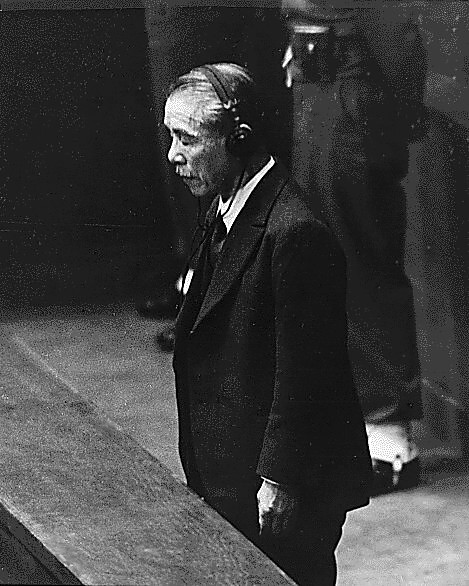
Hirota mentre ascolta la lettura della condanna a morte.

Hirota fu arrestato dopo la resa giapponese e venne condannato durante il processo di Tokyo come "criminale di classe A" (crimini contro la pace). Egli non si difese e fu trovato colpevole per i seguenti imputazioni:
- imputazione 1 (conduzione di una guerra di aggressione o di una guerra in violazione delle leggi internazionali)
- imputazione 27 (conduzione di una guerra senza provocazione da parte del nemico contro la Repubblica Cinese)
- imputazione 55 (inadempimento del dovere di prevenire le violazioni delle leggi di guerra).

La sentenza fu la condanna a morte, che venne eseguita per impiccagione presso il carcere di Sugamo.
La severità della condanna rimane controversa; Hirota fu infatti l'unico civile a venire condannato a morte nel corso del processo di Tokyo. Alcuni studiosi ritengono che tale severità abbia avuto a che fare con il massacro di Nanchino, commesso durante il periodo nel quale egli era ministro degli esteri. Nonostante venga fatto osservare che nella catena di comando giapponese Hirota non avrebbe avuto la possibilità di fermare tale massacro, il tribunale lo avrebbe condannato per non aver insistito abbastanza in tale senso con i vertici militari, pur disponendo di informazioni piuttosto precise sullo svolgimento dei fatti. Una seconda ipotesi che spiegherebbe la condanna a morte è quella che si basa sul ruolo avuto da Hirota nel perfezionamento e nella stipula del Patto tripartito.
Hirota non era un ufficiale militare, ma un burocrate civile ed era popolare tra il pubblico, il che portò a una petizione per ridurre la sua condanna che raccolse 29.985 firme in Giappone. Anche oggi, il suo nome è spesso menzionato quando si dibattono i Processi di Tokyo in Giappone come un processo di "giustizia del vincitore".  In generale, viene spesso descritto come un ministro contrario alla guerra ma incapace di resistere alla pressione dell'esercito. È anche il protagonista del romanzo e del dramma "Rakujitsu Moyu" ("The Setting Sun Burns").